# Under Byen
Under Byen (pol. „Pod Miastem”) – duński zespół grający muzykę post-rock, stworzony w 1995 przez Katrine Stochholm i Henriette Sennenvaldt.

## Muzycy
Ostatni skład zespołu
- Henriette Sennenvaldt – wokal, teksty piosenek
- Rasmus Kjær Larsen – pianino
- Nils Gröndahl – skrzypce, piła, gitara hawajska
- Morten Larsen – perkusja
- Sara Saxild – gitara basowa
- Anders Stochholm – perkusja, akordeon, harmonijka ustna, gitara
- Stine Sørensen – perkusja
- Morten Svenstrup – wiolonczela

Byli członkowie
- Katrine Stochholm – kompozycja, boczne wokale, pianino, teksty piosenek
- Myrtha Wolf – wiolonczela
- Thorbjørn Krogshede – kompozycja, pianino, klarnet basowy

## Dyskografia[1]
Albumy studyjne
- Kyst (1999)
- Remix (2001)
- Det er mig der holder træerne sammen (2002)
- 2 ryk og en aflevering, soundtrack album, (2003)
- Samme stof som stof (2006)
- Alt er tabt (2010)

Minialbumy
- Puma (1997)
- Live at Haldern Pop (2004)
- Siamesisk (2008)